# 雁门关
雁门关又名西陉关，位于中华人民共和国山西省忻州市代县县城以北约20公里处的雁门山中，是长城上的重要关隘，与宁武关、偏关合称为“外三关”。现为全国重点文物保护单位、国家5A级旅游景区。与函谷关、仙霞关、剑门关并称中国四大古关口。

## 历史沿革
雁门山因两山东西对峙，其形如门，飞雁出于其间而得名。雁门关高踞雁门山上，为“天下九塞”之首（《舆图志》“天下九塞，雁门为首”），扼守着山西南北交通的要冲，切断了塞北高原通向华北的一条重要通道。它的东面连接紫荆关和倒马关，西面连接宁武关和偏关，均为明长城（内长城）上的重要关隘。
战国末年，赵武灵王修筑长城，设置雁门郡，命李牧常驻以防匈奴的进攻。南北朝时西陉关为“北庭三关”之一。唐代设立了关城，防止突厥南下。元代时，雁门关逐渐废弃，关城被毁。明朝洪武七年（1374年），吉安侯陆享修复了古西陉关，又在关址以东5公里处新筑了关城。此后明万历十五年（1587年）和清朝同治六年（1867年）都对关城和附近的长城段进行过较大的修整。
在中国历史上，雁门关一直是中原抵御北方游牧民族南下的前线要塞，许多名将在这里建立了不朽的功业。赵国李牧曾诱敌深入，大破匈奴十万余骑。汉朝霍去病、卫青和李广先后由雁门关出兵，北讨匈奴。隋炀帝被困雁门关时，李世民献策用疑兵之计退去了突厥军队。唐末，沙陀（西突厥的一支）贵族李克用攻克雁门关，奠定了后唐的基业。宋朝时，杨业和杨延昭父子都曾镇守此关，与辽军展开多次鏖战。

## 关城
雁门关由关城、瓮城和围城三部分组成。关城城墙高10米，周长约1公里。墙体以石座为底，内填夯土，外包砖身，墙垣上筑有垛口。
关城的东西北三面开辟了城门。门洞用砖石叠砌，青石板铺路，门额位置上均镶嵌了石匾。东门门匾镌刻着“天险”二字，门上建“雁门楼”，为重檐歇山顶建筑，面阔五间，进深四间，四周设回廊。西门门匾上刻“地利”二字，其门楼为杨六郎祠。北门其实是瓮城的城门，门额书刻“雁门关”三字，两侧镶嵌对联“三边冲要无双地，九塞尊崇第一关”。目前东西门楼都已被毁，北门也坍塌成了一处豁口。
雁门关的围城随山势而建，周长5公里多。城墙的南端分别与关城的东西两翼相连，向北则沿着山脊延伸到谷底合围，合围处建有城门。围城以外还筑有3道大石墙和25道小石墙，起到屏障的作用。

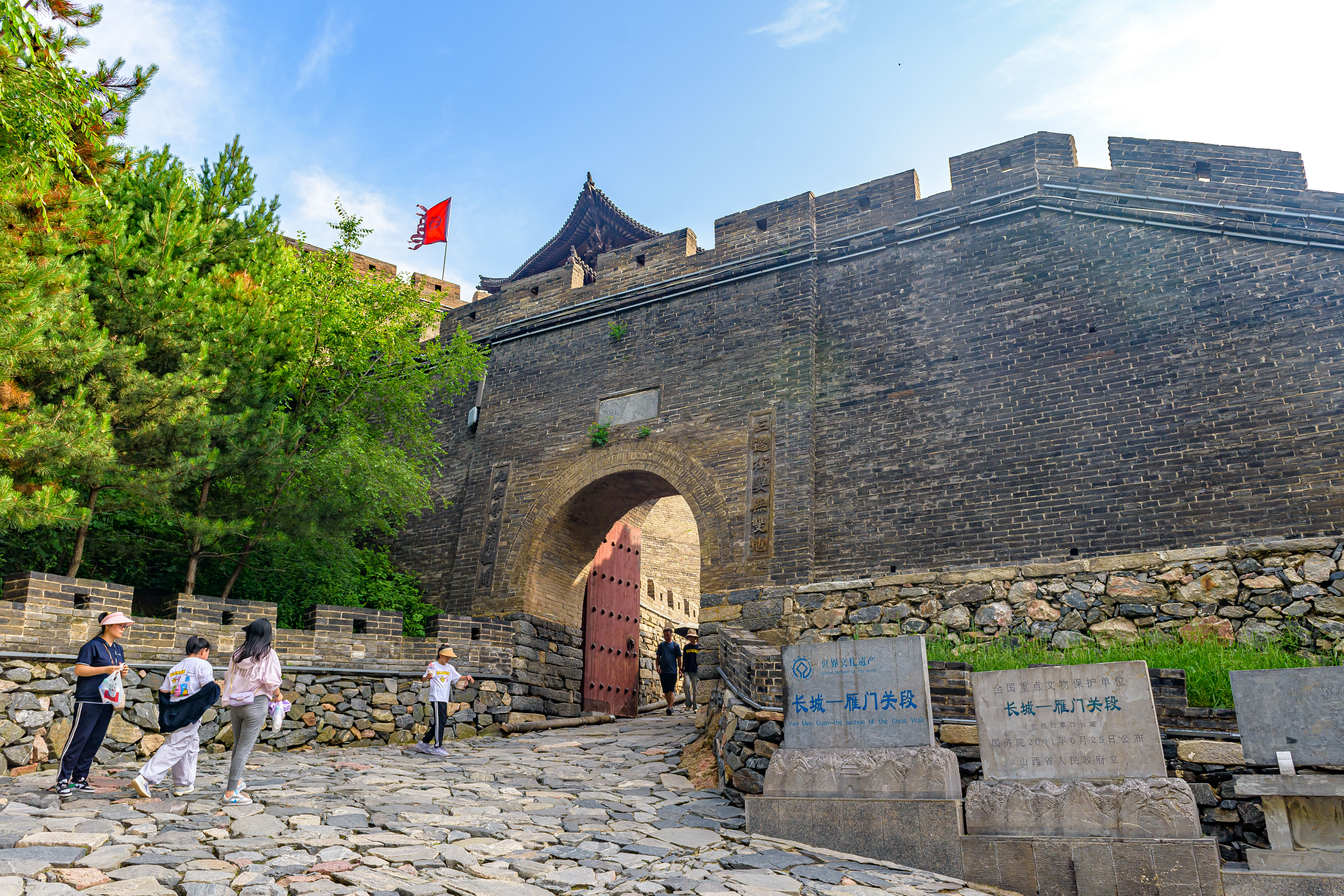
雁门关瓮城
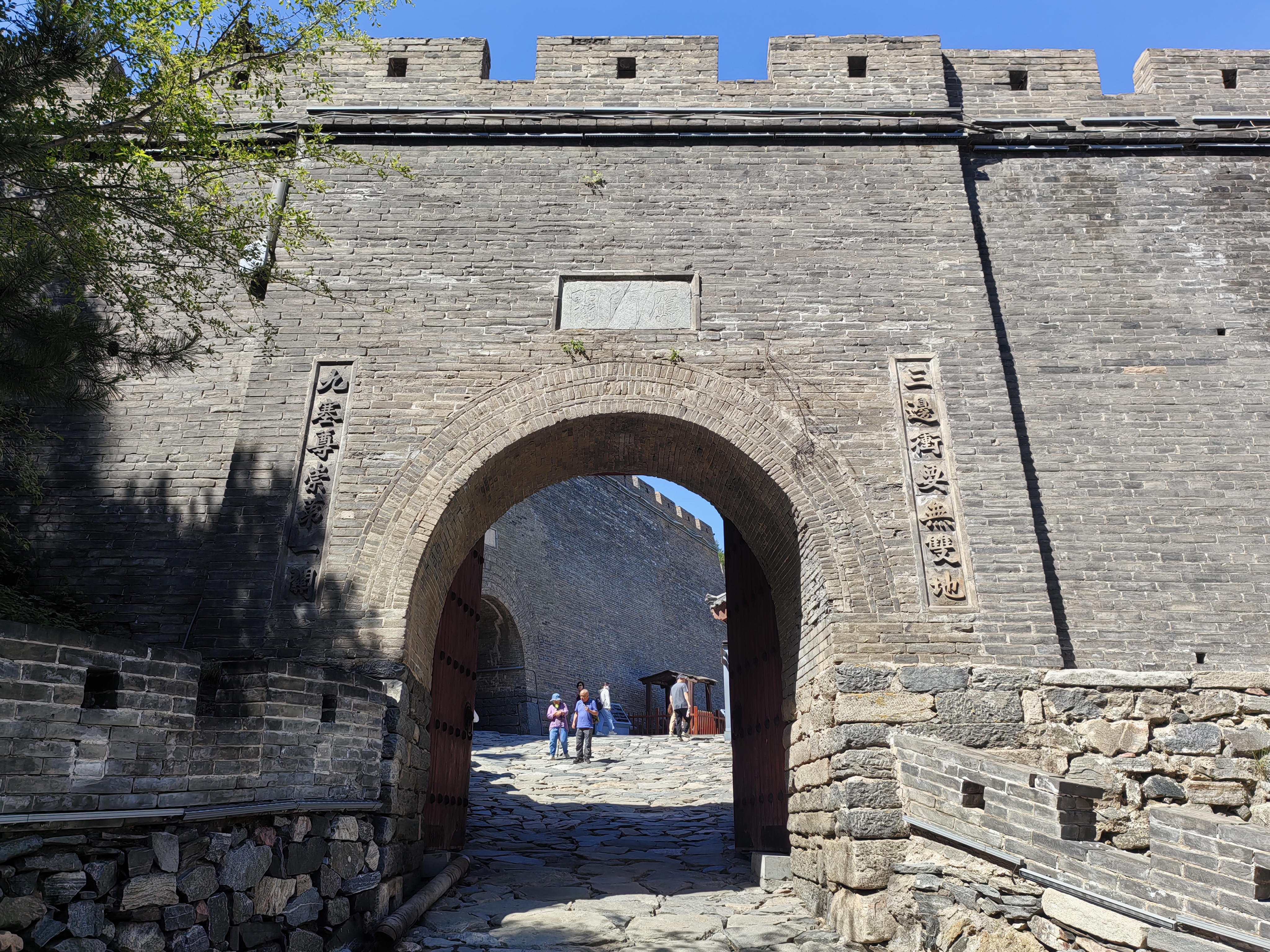
瓮城門額及對聯
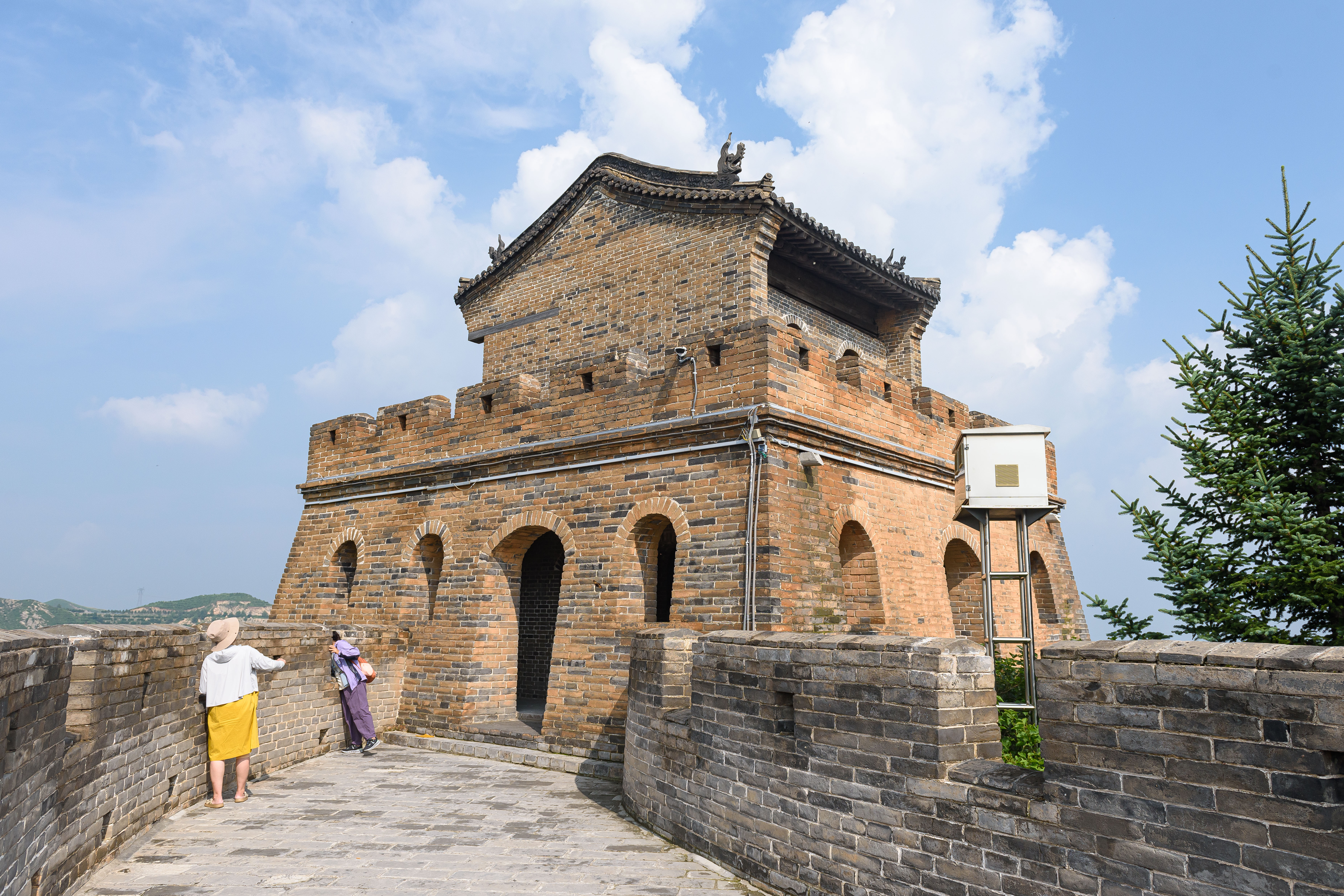
敌楼
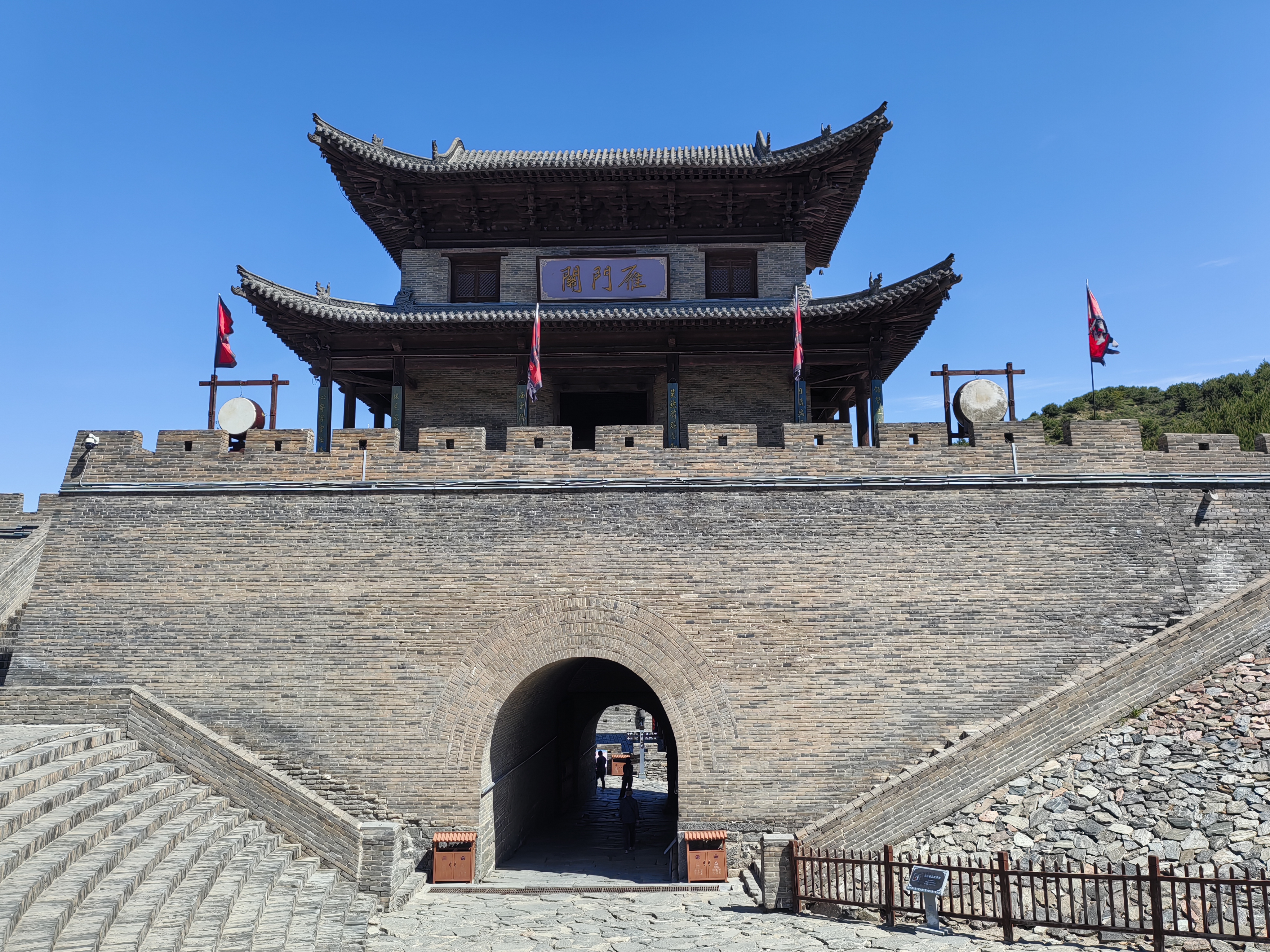
地利門及寧邊樓
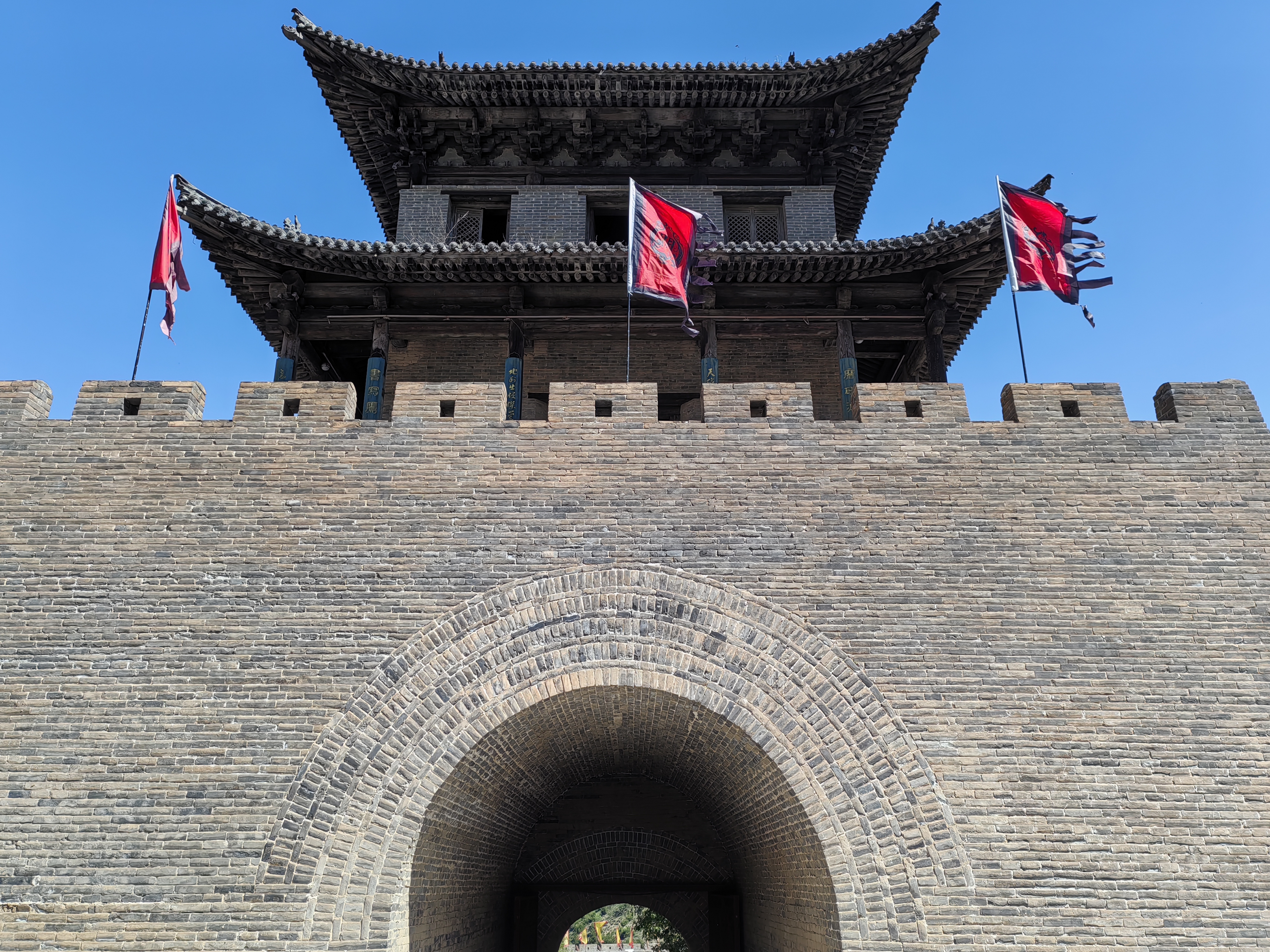
威遠門及威遠樓
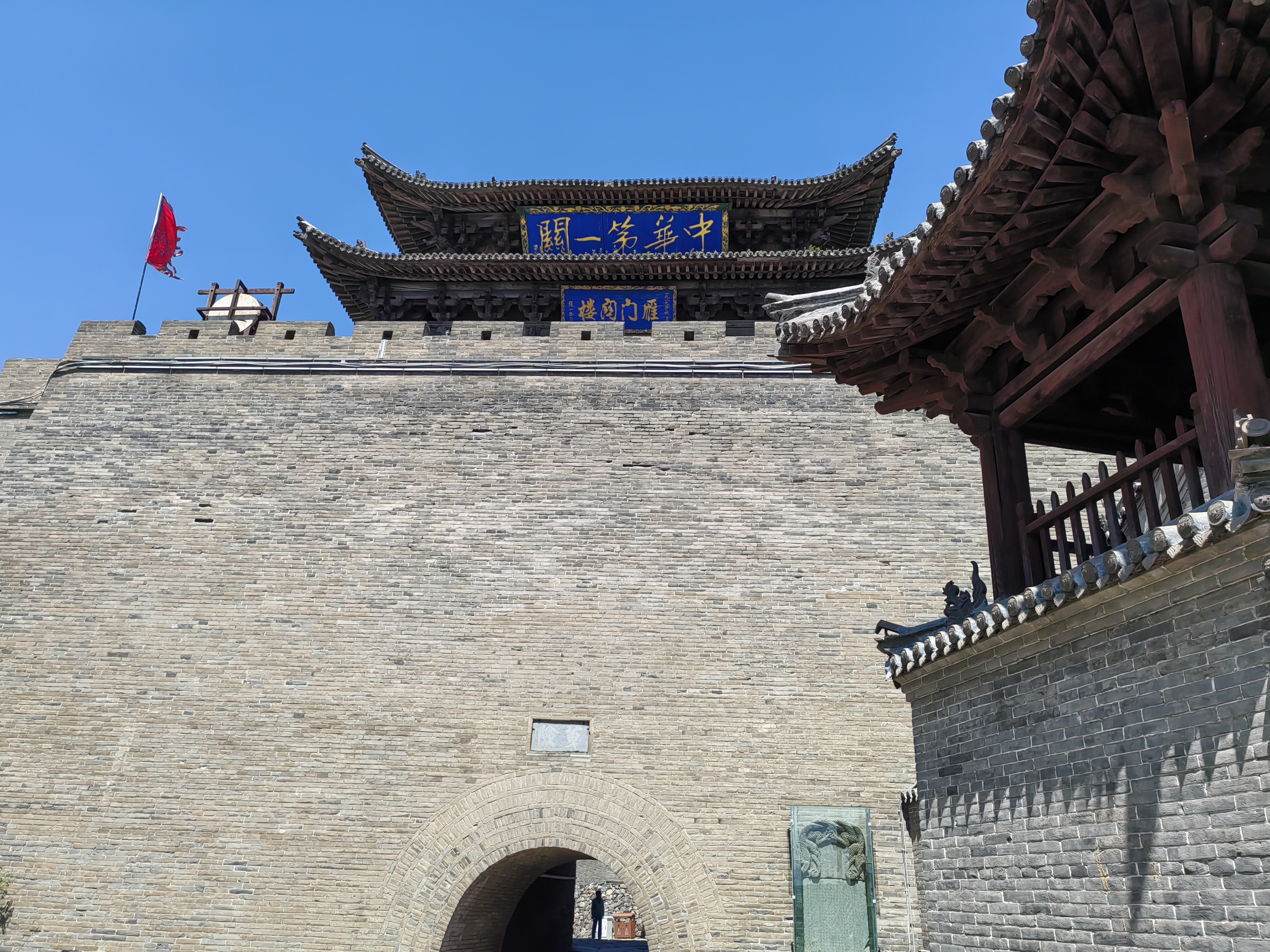
天險門及雁樓

## 周围
雁门关两侧群峰挺拔，山势陡峭，中间夹一小路盘旋曲折，穿城而过。关城正北的山岗上有明清驻军的营房旧址，东南有练兵的校场。西门外有关帝庙。东门外有靖边祠，祭祀战国名将李牧，现仅存石台、石狮子、石旗杆和数通明清碑刻。
关城以西的旧关城俗称为铁裏门。两关之间用石砌长城相连，并建造了敌楼、烽火台等，形成一组完整的防御体系。在旧关城附近有一段明代建造的白草口长城，是中国目前保存最完好的长城段之一，该段长城全长5033米，墙高6-8米，底宽5米，顶宽3米。每隔120米左右，便建烽火台和敌楼各一座，在险要的地段，还设置了堡寨、壕沟和暗门等。它的东西两端向北延伸后，最终与外长城相连。
在关城周围和山下还有关署、东城兵盘、西城兵盘、点将台、六郎城、新广武城、旧广武城等六十多处明代遗址和遗迹，也都是雁门关防御体系的重要组成部分。

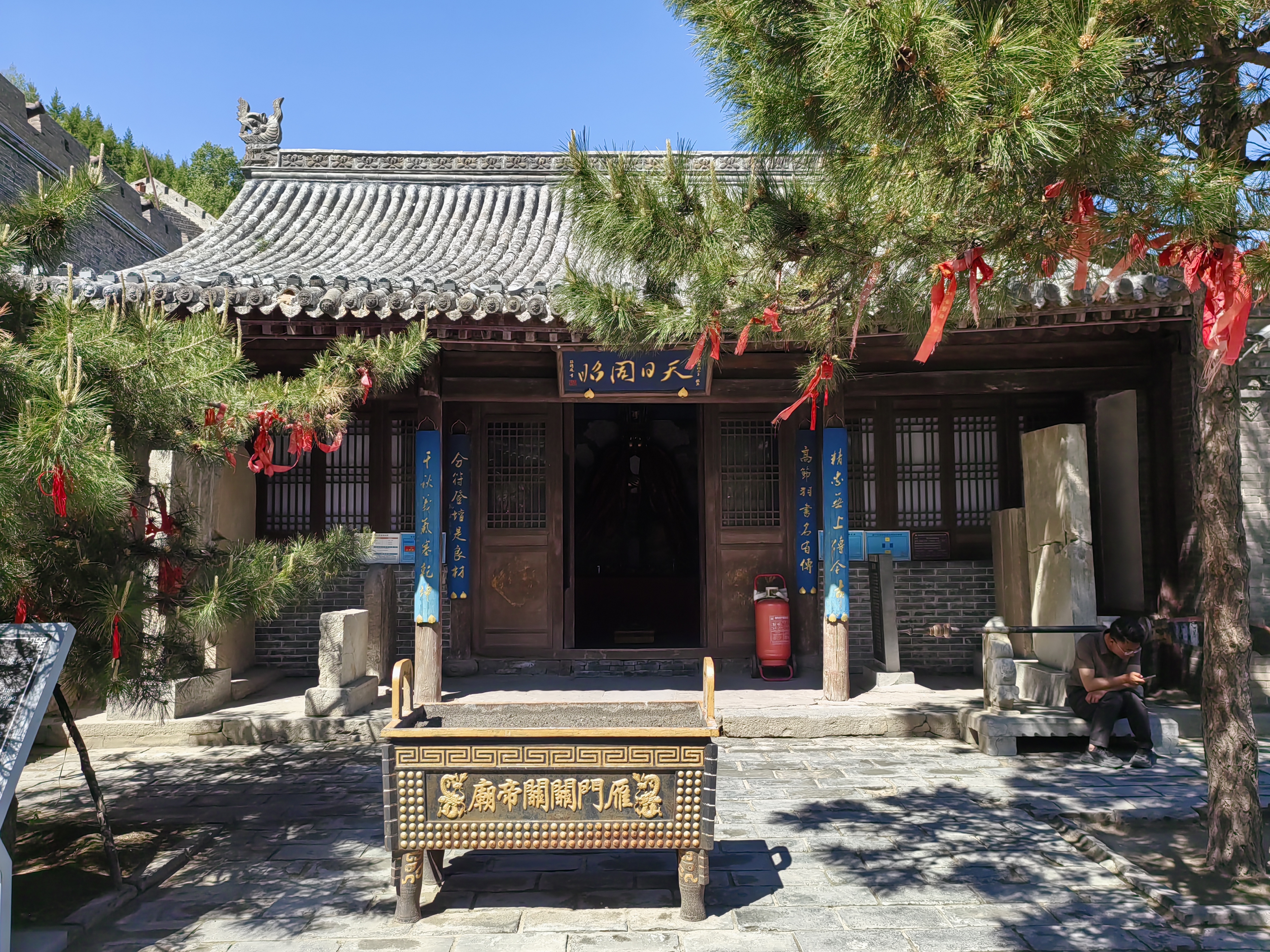
雁門關關帝廟
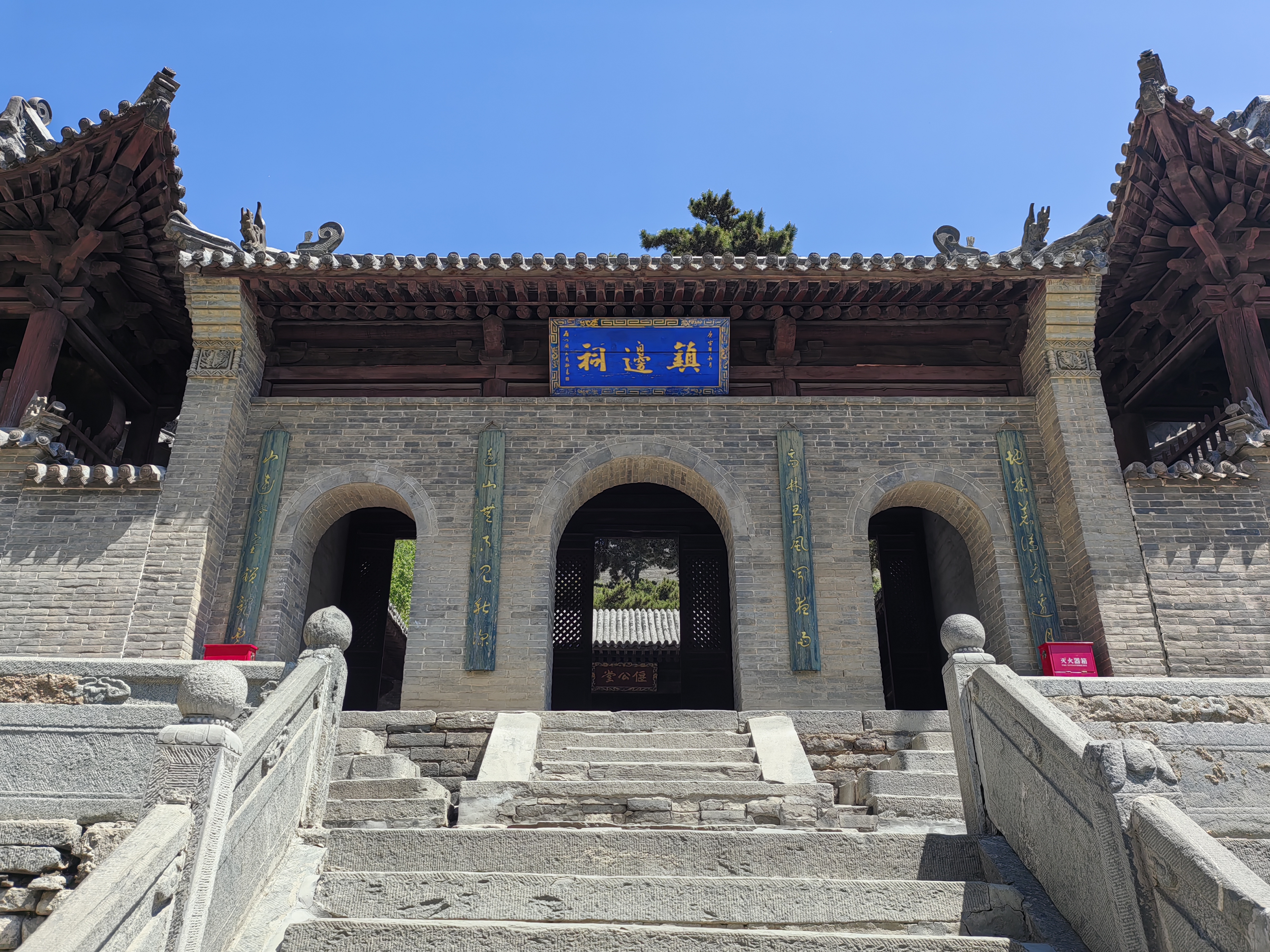
鎮邊祠
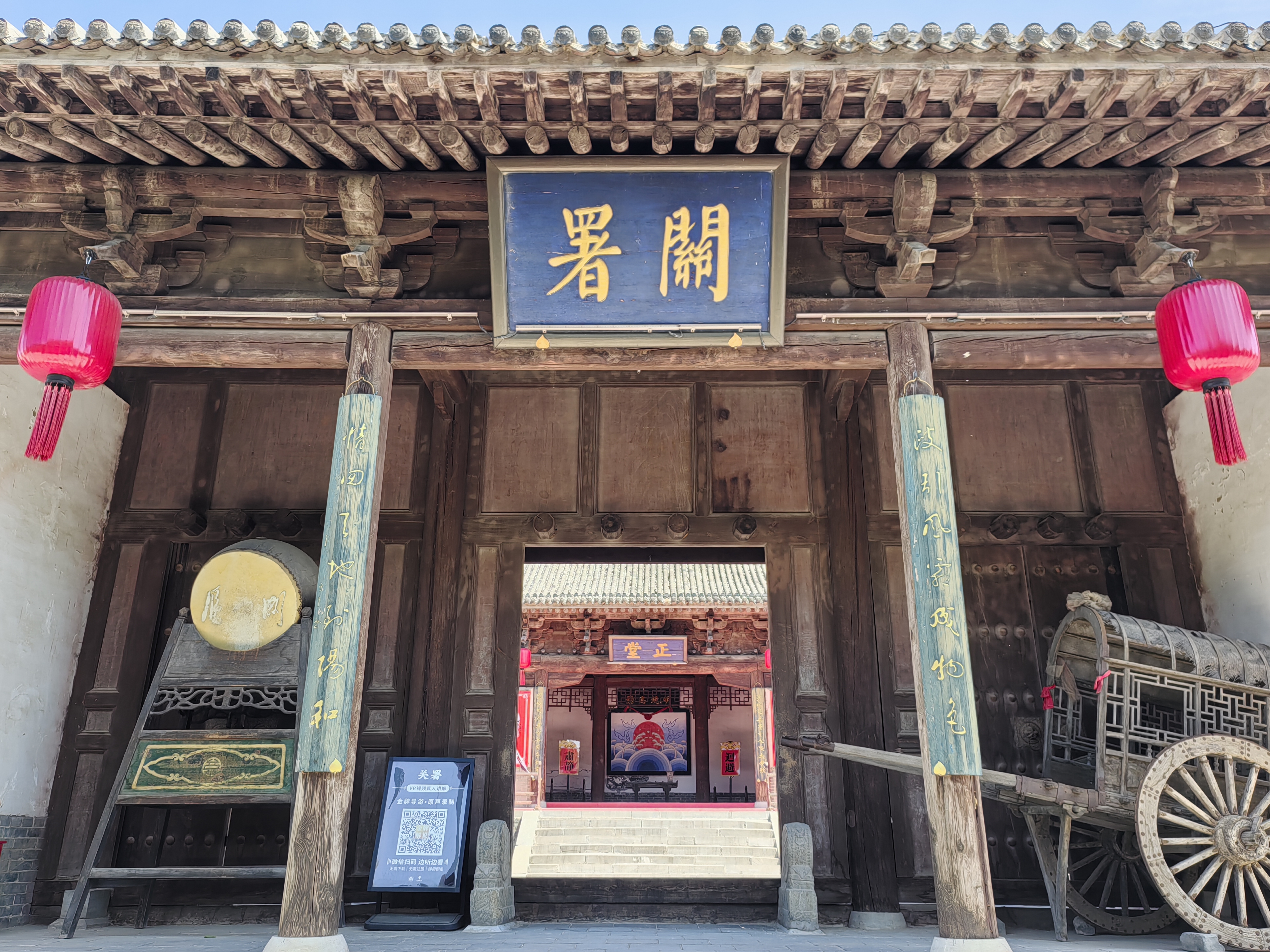
關署
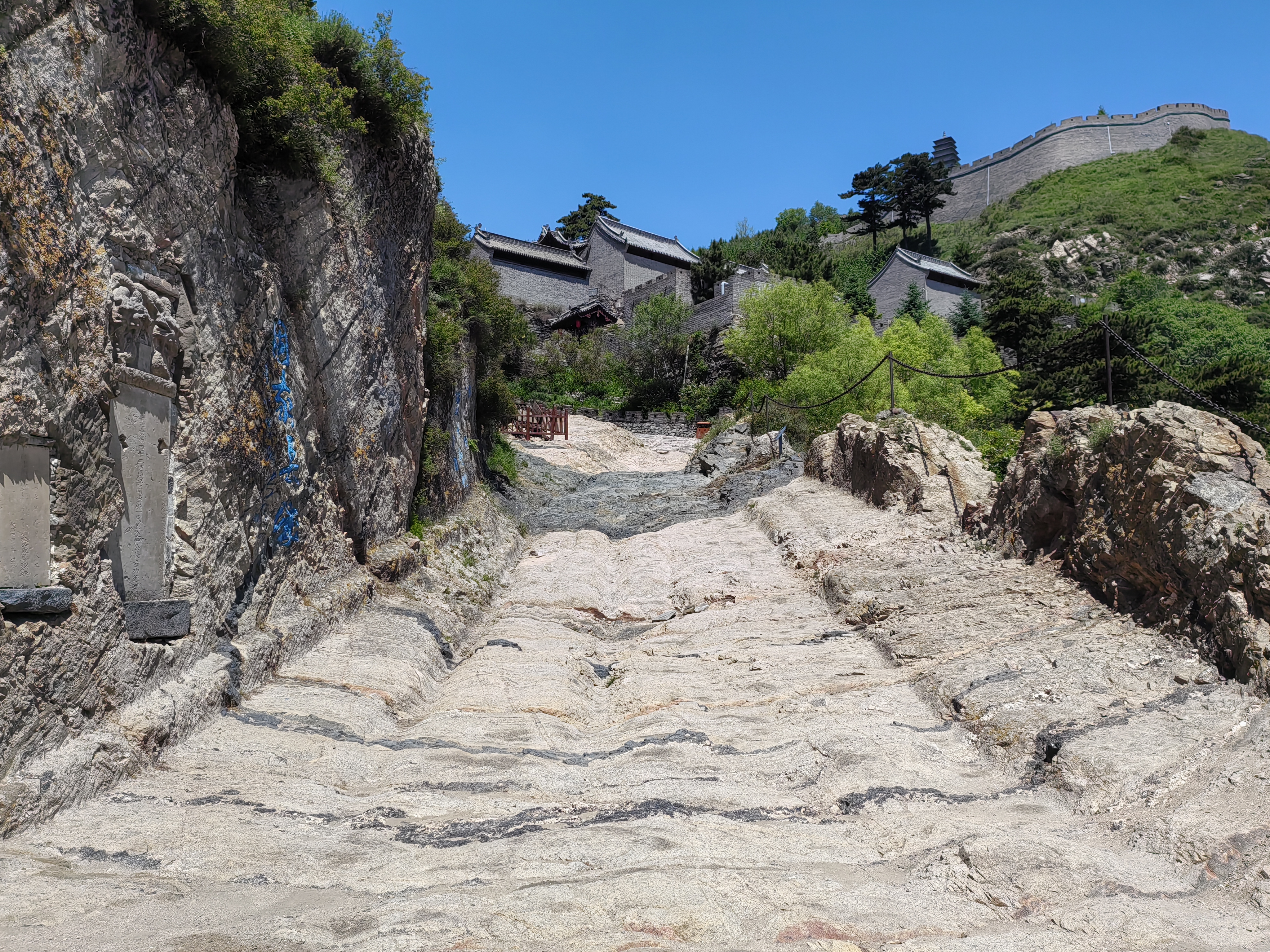
天險門外關道

## 保护
1980年代，雁门关已损毁严重，极度残破。1988年，忻州市文物局拨付16万捐款，由杨贵庭负责，历时三年，复建雁门关雁楼。2009-2011年，“杨家匠”再上雁门关，历时三年，修复城墙1800米、敌楼3座、雁塔1座、城楼5座（修复地利门、瓮城门、天险门、雁楼，重建威远门、明月楼和六郎祠）；以及镇边祠、关帝庙、衙署、前腰铺和后腰铺驿站。
2001年6月25日，雁门关（长城/雁门关段）被中华人民共和国国务院公布为第五批全国重点文物保护单位，编号5-442。2017年，雁门山景区被评为国家5A级旅游景区。